# Comp Ace
Comp Ace (яп. 月刊コンプ エース гэккан компу э:су, «Ежемесячный „Comp Ace“») — ежемесячный японский компьютерный и манга-журнал, выпускаемый издательством Kadokawa Shoten. Comp Ace появился как специальное издание другого журнала компании Kadokawa — Comptiq. Первый номер вышел 26 марта 2005 года, затем в течение трёх выпусков публиковался ежеквартально, обложку каждого номера иллюстрировала Итару Хиноуэ, сотрудница компании по разработке компьютерных игр Key. Выпуски с 4 по 9 печатались дважды в месяц, с иллюстрациями обложки Аой Нисиматы из Navel.
Десятый выпуск начал выходить спустя три месяца после старта продаж девятого, начиная с него Comp Ace стал ежемесячным. Иллюстрации для обложки рисовали иллюстраторы Type-Moon и August Нару Нанао и Хиро Судзухира. С августовского номера 2007 года, вышедшего в печать 26 июня 2007 года, Comp Ace отделился от Comptiq и стал самостоятельным изданием.

## Манга в журнале

### По мотивам компьютерных игр
| - Angel Magister (ANGEL MAGISTER) - 11eyes - Canaan - Cross Days - Kiddy Girl-and pure - Queen’s Blade -Hide&Seek- - Kishin Hishou Demonbane - Koihime Musou~Shin Koihime Musou ~Otome Ryouran Sangokushi~(真・恋姫†無双 〜乙女繚乱☆三国志演義〜 - Summer Wars: King Kazuma vs Queen Ozu (サマーウォーズ キング・カズマvsクイーン・オズ) - Sh@pple (SH@PPLE -しゃっぷる-) - Stellar☆Theater - Seitokai no Ichizon Puchi - Senjou no Valkyria - Dantarian no Shoka: Darian Days |  | - Tengen Toppa Gurren-Lagann -Rasen Shounen Tan- (天元突破グレンラガン -螺旋少年譚-) - Touhou Sangetsusei — Oriental Sacred Place (東方三月精 Oriental Sacred Place) - Hachune Miku no Nichijou Roipara! (はちゅねミクの日常 ろいぱら!) - Higurashi no Naku Koro ni Jan (ひぐらしの哭く頃に 雀) - Himawari — The Door into Summer (ひまわり −the Door into Summer−) - Fate/kaleid liner Prisma Illya - Fate/Extra CCC FoxTail - Hoshiuta - Maji de Watashi ni Koi Shinasai! - Mashiroiro Symphony (ましろ色シンフォニー) - Maho-shojo Ririkaru Nanoha ViVid - Melty Blood - Yosuga no Sora - Little Busters! |

### Оригинальная манга
- R Kuronikuru (Rくろにくる)
- Ebiten (えびてん 公立海老栖川高校天悶部)
- Suteppu UP! (すてっぷUP!)
- Tsukiyo no Fromage (月夜のフロマージュ)
- Teinkuru Maisutaa Kiraha (てぃんくる☆マイスター きらは)
- Hatogairu (はとがいる)
- Hibiki no Mahou
- Masshiro Noto (まっしろノート)
- Miyakawa-ke no Kuufuku (宮河家の空腹)
- Lucky Star
- Lucky Star: Comic a la Carte (らき☆すた コミックアラカルト)
- Arcenemy and Hero: "Be mine, Hero!" "I refuse!" (まおゆう魔王勇者: 「この我のものとなれ、勇者よ」「断る!」)
- Hybrid x Heart Magias Academy Ataraxia